# Lavorare con lentezza
Lavorare con lentezza è un film del 2004 diretto da Guido Chiesa e da lui stesso sceneggiato assieme al collettivo Wu Ming. Tra gli interpreti gli attori Claudia Pandolfi e Valerio Mastandrea.
Il film è ambientato nella Bologna degli anni settanta, durante gli anni segnati dall'austerità economica, dall'inflazione al 21%, dal terrorismo e dalle stragi, in cui s'intrecciano le vicende di due ragazzi di periferia a quelle che animarono il movimento del Settantasette, il tutto sulle onde di Radio Alice.

## Trama
1976, Bologna. Radio Alice è la radio del Movimento: fantasia, rifiuto del lavoro salariato, libertà sessuale e provocazioni culturali. La radio, situata in via del Pratello, è tenuta sotto controllo dalle forze dell'ordine, anche se il tenente Lippolis è convinto che non valga la pena perder tempo dietro a ciò che definisce un branco di studentelli velleitari, artistoidi e drogati. Un mondo estraneo ai tutori dell'ordine e ai "bravi cittadini", ma anche alla maggioranza dei ragazzi delle periferie.
Come quelli di Safagna, periferia est. Due ragazzi sui vent'anni, Sgualo e Pelo, possono solo sognare una via d'uscita dal quotidiano grigio e opprimente. Bazzicano il bar del quartiere e qualche volta per ovviare alla cronica mancanza di denaro fanno qualche "lavoretto" per un ricettatore locale, Marangon.
Questa volta, però, Marangon propone loro qualcosa di diverso: scavare un tunnel nel sottosuolo del centro. Obiettivo: la cassa di risparmio di piazza Minghetti. I due, non senza tergiversare, accettano la rischiosa impresa.
Ma lavorare stanca, e per vivacizzare le lunghe ore notturne di "lavoro", i due portano nel tunnel una radiolina. Contro ogni logica, trovano una stazione: Radio Alice. Il "flusso creativo" dell'emittente diviene la colonna sonora dei colpi di piccone.
In una notte Pelo e Sgualo, trovatisi impossibilitati a continuare lo scavo a causa di un acquazzone, decidono di andare alla sede dell'emittente ed entrano in contatto con il mondo dell'attivismo studentesco.
Tutto precipita con la morte di Francesco Lorusso, ucciso da un colpo sparato da un carabiniere il giorno 11 marzo 1977 e con gli scontri violentissimi che ne conseguono, scontri che coinvolgono totalmente i due protagonisti, uno arrestato e l'altro in fuga sui tetti di Bologna per sfuggire alle forze dell'ordine.

## Colonna sonora
La colonna sonora del film è composta dalle seguenti canzoni:
- Gioia e rivoluzione - Afterhours (cover Area)
- Peaches en Regalia - Frank Zappa
- Song to the Siren - Tim Buckley
- Lavorare con lentezza - Enzo Del Re
- Land - Patti Smith
- Kung Fu Fighting - Carl Douglas
- Casta diva - Inessa Galante
- Lost face - Gianni Gebbia
- Stars - Gianni Gebbia
- Devil - Gianni Gebbia
- Nothing - The Fugs
- Mio fratello è figlio unico - Rino Gaetano

## Produzione
Il film è prodotto da Domenico Procacci per conto della Fandango e Le Films Des Tournelles-Roissy Film in collaborazione con Medusa Film.

## Riferimenti culturali
- Il titolo del film è preso da una canzone di Enzo Del Re (contenuta nell'album Il banditore), inserita nella colonna sonora del film e che veniva usata da Radio Alice in apertura ed in chiusura delle sue trasmissioni.
- Gli Afterhours interpretano gli Area mentre eseguono dal vivo il brano Gioia e rivoluzione del 1975.

## Riconoscimenti
Il film è stato presentato in concorso alla 61ª Mostra internazionale d'arte cinematografica di Venezia: la giuria ha assegnato a Tommaso Ramenghi e Marco Luisi (ex aequo) il Premio Marcello Mastroianni per il miglior attore emergente.
- Ciak d'oro
  - Migliore colonna sonora a Teho Teardo[2]